# Marcilly-Plesnoy
Pour les articles homonymes, voir Marcilly.
Ancienne commune de la Haute-Marne, la commune de Marcilly-Plesnoy a existé de 1973 à 1988.
Elle a été créée en 1973 par la fusion des communes de Marcilly-en-Bassigny et de Plesnoy. En 1988 elle a été supprimée et les deux communes constituantes ont été rétablies.